# Rise (álbum de Taeyang)
Rise é o segundo álbum de estúdio do cantor sul-coreano Taeyang. O seu lançamento ocorreu em 3 de junho de 2014 em formato digital e em 10 de junho de 2014 em formato físico, através da YG Entertainment. Tornando-se o primeiro lançamento de Taeyang em quatro anos, desde seu álbum Solar (2010), seu processo de gravação, próximo de ser concluído no fim do ano de 2013, foi estendido até o ano seguinte, devido a sua mudança de conceito e inclusão de novas canções. 
O álbum produziu os singles "Ringa Linga", "Eyes, Nose, Lips" e "1AM" e recebeu aclamação da crítica, sendo eleito um dos melhores álbuns de K-pop lançados em 2014. Rise também obteve êxito comercial, atingindo tanto o topo da parada sul-coreana Gaon Album Chart, quanto das estadunidenses Billboard World Albums e Billboard Heatseekers Albums. Além disso, ao se consolidar em número 112 na Billboard 200, o álbum se tornou o melhor posicionado de um solista coreano na referida parada.  

## Antecedentes, desenvolvimento e composição
Após o lançamento de seu primeiro álbum de estúdio Solar em 2010, Taeyang iniciou os trabalhos de produção e gravação de seu segundo álbum de estúdio. De acordo com o mesmo, houve uma mudança de conceito durante as sessões de gravação do álbum, porque a YG Entertainment, não estava satisfeita com as canções que ele estava trabalhando. No fim do ano de 2013, quando seu processo de produção estava quase concluído, os planos iniciais eram o transformar as canções "Let Go", "1AM" e "Body", nas faixas título do álbum. No entanto, Taeyang estava interessado em trabalhar mais no projeto. Em 8 de novembro de 2013, a canção "Ringa Linga" acabou sendo lançada previamente como o primeiro single de Rise e em formato digital.
Como resultado da extensão das sessões de gravação, houve a adição de novas canções a lista de faixas de Rise, que incluíram: "This Ain’t it", "Stay With Me" com participação de seu companheiro de Big Bang, G-Dragon, e por fim, "Eyes, Nose, Lips", que foi escolhida como sua faixa título. Yang Hyun-suk, executivo da YG Entertainment, descreveu sobre a escolha das faixas do álbum dizendo:
| “ | Apesar de existirem vinte canções completas que Taeyang gravou para seu segundo álbum, nós selecionamos cuidadosamente apenas nove canções, em respeito a seu desejo de se concentrar mais na qualidade do que em quantidade, mas todas as canções são verdadeiramente excepcionais e poderiam ser suas faixas título. | ” |

O álbum contém influência predominante no R&B, gênero presente nos lançamentos anteriores de Taeyang. Para a sua produção, ele juntou-se aos produtores Teddy Park e Choice37, com quem já havia trabalhado previamente. Rise também contém outros produtores notáveis como The Fliptones, JHart, Boys Noize e Peejay. Os dois últimos, já haviam contribuído para álbuns do Big Bang. Além disso, Rise marcou a primeira colaboração entre Taeyang e Airplay, Jo Sung Hwak, Happy Perez, Britt Burton, entre outros produtores e músicos não creditados. Embora, a maioria de suas faixas sejam direcionadas ao R&B, o álbum também possui elementos de outros gêneros em suas canções, como "Ringa Linga", que é baseada no hip hop e EDM. "Body" é uma canção creditada como sendo uma "disco old-school", possuindo uma "forte vibração eletrônica e digital". "This Ain' It" é considerada reminiscente do pop britânico e "Let Go" da música gospel. Adicionalmente, "Intro (Rise)" inclui elementos tropicais.

## Lançamento
Rise foi lançado em formato digital em 3 de junho de 2014, composto por nove canções. Sete dias depois, ocorreu seu lançamento em formato físico nas edições regular e deluxe. A versão regular do álbum contém um livro de fotos, um pôster e um adesivo. A edição deluxe e limitada do álbum, apresenta um livro de fotos, dois pôsteres e três cartões com fotos de Taeyang, como conteúdo extra.
Uma edição especial em vinil de Rise, foi anunciada pela YG Entertainment, a fim de celebrar a turnê Rise World Tour de Taeyang. O material intitulado como Taeyang  Rise + Best Collection Vinyl LP, foi lançado em 13 de outubro de 2014 e limitado a vendas de duas mil cópias. Sua lista de faixas inclui as nove canções de Rise e seis canções lançadas de seus álbuns anteriores.   

## Promoção
No fim do ano de 2013 e previamente ao lançamento do álbum, Taeyang apresentou a canção "1AM" em programas de televisão como o Must da Mnet  e o SBS Gayo Daejun da SBS. Em 25 de maio de 2014, após seis meses do lançamento digital do single "Ringa Linga", iniciou-se a liberação de diversas imagens contendo informações sobre Rise. A primeira revelou as datas de seu lançamento. A segunda foi introduzida juntamente com um vídeo teaser, e por fim, uma última imagem foi revelada, contendo a lista completa de faixas do álbum. Além disso, antes do lançamento digital de Rise, em 2 de junho, Taeyang realizou um evento privado chamado de "Rise: Premiere", em Gangnam, com a presença de jornalistas convidados e fãs selecionados. No local, foram revelados pela primeira vez, as novas canções e vídeos musicais do álbum.
As promoções de Rise nos programas televisivos sul-coreanos, iniciaram-se em 6 de junho, com a primeira apresentação de retorno de Taeyang no programa musical Inkigayo da SBS, onde ele cantou as canções "Stay With Me" com G-Dragon e "Eyes, Nose, Lips" individualmente. Sua segunda apresentação ocorreu no programa M! Countdown da Mnet, onde cantou as canções "1AM" e "Eyes, Nose, Lips". Adicionalmente, ele também apresentou-se com as canções "Eyes, Nose, Lips" e "Ringa Linga" no talk show, You Hee-yeol's Sketchbook. As atividades promocionais de Rise, incluíram ainda uma apresentação de Taeyang em 18 de junho no JBK Hall em Gangnam, onde realizou o mini concerto intitulado "Wonder Live" do 1theK, cantando as faixas "Body" e "Love You to Death" pela primeira vez, e mais tarde, no dia 27 do mesmo mês, participou de um evento intitulado "Rise Hug Event" realizado no U-Plex em Shinchon, que contou com a presença de 180 fãs que compraram o álbum entre os dias 20 a 23 de junho e mais vinte membros do fã clube oficial do Big Bang.
Durante a divulgação do álbum, foi iniciado pela YG Entertainment um projeto de versões cover da canção "Eyes, Nose, Lips". Os primeiros artistas a participarem do mesmo foram a dupla Akdong Musician, seguidos de Tablo e Lydia Paek. Posteriormente, o projeto foi expandido para o público em geral, que recebeu materiais vindos de 62 países.

### Rise World Tour
Em 30 de maio de 2014, foi anunciado a primeira turnê mundial de Taeyang, com quatro concertos a serem realizados no Japão em agosto de 2014. Posteriormente, a turnê foi estendida para mais concertos no país, totalizando treze apresentações. Na Coreia do Sul, dois concertos foram anunciados e uma apresentação extra foi adicionada devido a grande demanda por ingressos. A terceira e última etapa da turnê, abrangeu apresentações em outros locais da Ásia e encerrou-se em 1 de março de 2015, com 25 concertos realizados para um público de mais de cem mil pessoas.

## Recepção

### Crítica profissional
Rise recebeu avaliações favoráveis da crítica. Fred Thomas da AllMusic, considera que o álbum de Taeyang emprega "a mesma produção doce do K-pop com batidas de rádio amigáveis, que fizeram sua estreia solo e seu trabalho no Big Bang, serem tão cativantes e brilhantes". Jeff Benjamin e Tina Xu da Fuse, elegeram Rise como "excelente", e destacaram a faixa "Love You to Death" do álbum, considerando-a "deslumbrante". Para a Billboard, que o elegeu como o sexto melhor álbum de K-pop do ano de 2014, Rise "é um exemplo brilhante de como fazer um bom álbum de R&B na atualidade". A emissora de rádio estadunidense 923amp, também incluiu o álbum em sua lista referente aos melhores álbuns de K-Pop do ano de 2014.
Tamar Herman da revista Paste, incluiu o álbum em sua lista relacionada à álbuns de K-Pop para "pessoas que não gostam de K-Pop",  escrevendo que: "os vocais nítidos e evocativos de Taeyang e a excelente composição de canções de 'Rise', farão até mesmo o ouvinte de música mais exigente, demorar um ou dois minutos para parar e abandonar equívocos anteriores sobre o K-pop".

## Singles
- "Ringa Linga" foi lançado em 8 de novembro de 2013, através de download digital.[31] Em termos comerciais, a canção atingiu nas paradas sul-coreanas as posições de número seis na Gaon Digital Chart[32] e de número nove na Billboard K-pop Hot 100.[33] Além disso, se estabeleceu em número dois na parada estadunidense Billboard World Digital Songs, tornando-se a canção melhor posicionada do álbum na referida parada.[34] No ano seguinte, após seu lançamento digital, foi incorporada a lista de faixas de Rise.

- "Eyes, Nose, Lips" foi lançado como faixa título de Rise em 3 de junho de 2014. A canção recebeu análises positivas da crítica especializada, sendo notada pelo seu apelo emocional e considerada uma das melhores canções de K-pop lançadas em 2014.[35][36][37] Através da faixa, Taeyang recebeu diversos prêmios de Canção do Ano durante as premiações sul-coreanas realizadas entre o fim do ano de 2014 e início de 2015.[38][39][40] Seu lançamento estreou no topo das sul-coreanas Gaon Digital Chart e Billboard K-pop Hot 100,[41][42] além de posicionar em número três na estadunidense Billboard World Digital Songs.[43]

- "1AM" foi escolhido como o último single a ser retirado do álbum e seu lançamento ocorreu em 10 de junho de 2014. A faixa atingiu seu pico de número onze na sul-coreana Gaon Digital Chart[44] e posicionou-se em número dez na estadunidense Billboard World Digital Songs.[45]

## Lista de faixas
| Rise – Edição padrão |                                               |                          |                                        |                                  |         |  |
| N.º                  | Título                                        | Letras                   | Música                                 | Arranjos                         | Duração |  |
| 1.                   | "Intro (Rise)"                                | Tablo, Choice37, Taeyang | Peejay, Taeyang                        | Peejay                           | 1:45    |  |
| 2.                   | "Eyes, Nose, Lips" (눈, 코, 입; Nun, Ko, Ip)  | Teddy Park, Taeyang      | Teddy Park, Dee.P, PK, Rebecca Johnson | Teddy Park, Dee.P                | 3:50    |  |
| 3.                   | "1AM" (새벽 한시; Saebyeok Hansi)             | Teddy Park               | Teddy Park, Choice37, Boys Noize       | Teddy Park, Choice37, Boys Noize | 3:11    |  |
| 4.                   | "Stay With Me" (com participação de G-Dragon) | G-Dragon                 | G-Dragon, The Fliptones, JHart         | The Fliptones                    | 3:22    |  |
| 5.                   | "Body" (아름다워; Areumdawo)                  | Teddy Park, Taeyang      | Teddy Park, Taeyang, P.K, Dee.P        | Teddy Park, P.K, Dee.P           | 3:10    |  |
| 6.                   | "Ringa Linga" (링가링가; Ling-ga Ling-ga)     | G-Dragon                 | G-Dragon, Shockbit                     | Shockbit                         | 3:47    |  |
| 7.                   | "This Ain't It" (이게 아닌데; Ige Aninde)     | Airplay, Jo Sung Hwak    | Airplay, Jo Sung Hwak                  | Airplay                          | 4:23    |  |
| 8.                   | "Let Go" (버리고; Beorigo)                    | Tablo                    | P.K, Taeyang, Dee.P                    | P.K, Dee.P                       | 3:40    |  |
| 9.                   | "Love You to Death"                           | Tablo, Britt Burton      | Happy Perez, Britt Burton, Taeyang     | Happy Perez                      | 3:41    |  |
| Duração total:       | Duração total:                                | Duração total:           | Duração total:                         | Duração total:                   | 30:54   |  |

| Conteúdo bônus em DVD – Edição CD+DVD taiwanesa |                                                          |         |  |
| N.º                                             | Título                                                   | Duração |  |
| 1.                                              | "Eyes, Nose, Lips" (Vídeo musical com legenda em chinês) |         |  |
| 2.                                              | "1AM" (Vídeo musical com legenda em chinês)              |         |  |
| 3.                                              | "Ringa Linga" (Vídeo musical com legenda em chinês)      |         |  |
| 4.                                              | "Eyes, Nose, Lips" (Gravando o vídeo musical)            |         |  |
| 5.                                              | "1AM" (Gravando o vídeo musical)                         |         |  |
| 6.                                              | "Ringa Linga" (Gravando o vídeo musical)                 |         |  |

Notas
- "Intro (Rise)" contém demonstrações de "Everybody Wants to Rule the World", escrita por Roland Orzabal, Ian Stanley e Chris Hughes. Gravada por Tears for Fears.
- "Body" e "Love You to Death" contém vocais não creditados de CL.

## Desempenho nas paradas musicais
Após seu lançamento em formato digital, Rise atingiu o topo do iTunes Top Albums de sete países asiáticos. Na Coreia do Sul, seu lançamento em formato físico posicionou-se em primeiro lugar na Gaon Album Chart, obtendo mais tarde, vendas de 52,859 mil cópias no mês de junho. Nos Estados Unidos, Rise levou Taeyang a conquistar seu primeiro número um nas paradas Billboard World Albums e Billboard Heatseekers Albums, adquirindo em sua primeira semana, vendas de três mil cópias no país. Além disso, o álbum se estabeleceu na posição de número 112 na Billboard 200, tornando Taeyang o terceiro artista coreano melhor posicionado na referida parada e levando Rise a converter-se no álbum de um solista coreano melhor posicionado na Billboard 200.

### Posições
| Paradas (2014)                                | Melhor posição |
| --------------------------------------------- | -------------- |
| Coreia do Sul (Gaon Weekly Albums Chart)      | 1              |
| Coreia do Sul (Gaon Monthly Albums Chart)     | 2              |
| Coreia do Sul (Gaon Yearly Albums Chart)      | 38             |
| Estados Unidos (Billboard 200)                | 112            |
| Estados Unidos (Billboard World Albums)       | 1              |
| Estados Unidos (Billboard Heatseekers Albums) | 1              |

## Prêmios e indicações
| Ano  | Prêmio                  | Categoria                                  | Resultado | Ref.   |
| ---- | ----------------------- | ------------------------------------------ | --------- | ------ |
| 2014 | Melon Music Awards      | Álbum do Ano                               | Indicado  | [ 57 ] |
| 2014 | MBN Awards              | Melhor Álbum                               | Venceu    | [ 58 ] |
| 2015 | Gaon Chart Music Awards | Prêmio de Mais Vendido (segundo trimestre) | Indicado  | [ 59 ] |
| 2015 | Red Dot Design Awards   | Prêmio Melhor do Melhor                    | Venceu    | [ 60 ] |
| 2016 | iF Design Award 2016    | Design de Álbum                            | Venceu    | [ 61 ] |

## Histórico de lançamento
| Região        | Data                  | Formato          | Gravadora                 | Edição          |
| ------------- | --------------------- | ---------------- | ------------------------- | --------------- |
| Mundo         | 3 de junho de 2014    | Download digital | YG Entertainment          | Padrão          |
| Coreia do Sul | 3 de junho de 2014    | Download digital | YG Entertainment          | Padrão          |
| Coreia do Sul | 10 de junho de 2014   | CD               | YG Entertainment KT Music | Padrão e Deluxe |
| Taiwan        | 27 de junho de 2014   | CD+DVD           | Warner Music Taiwan       | Especial        |
| Tailândia     | 21 de agosto de 2014  | CD               | Bec-Tero Entertainment    | Padrão          |
| Coreia do Sul | 13 de outubro de 2014 | Vinil            | YG Entertainment          | Limitada        |